# Яблоневый сад
Яблоневый сад — парковая зона во Фрунзенском районе Санкт-Петербурга, между частью улиц Турку (южнее) и Белградской (восточнее). С северо-востока парк ограничен домами № 1/1 по улице Турку (построен в 2008 году), с востока № 16 и 20 по Белградской улице (606-й серии), а с юга — домом № 26/9 (построен в 2006 году) по той же Белградской улице. Дома 26/7, 26/8 и 26/9 по Белградской улице построены на бывшей южной и юго-западной части территории сада. Дом 1/1 по улице Турку построен на бывшей северо-восточной территории сада.
Парк вытянут с севера на юг примерно на 640 метров, ширина его составляет 240 метров, площадь — 15 гектаров.
В парке имеется пруд, названный Грачевским, через него ведёт мост "Молодожёнов".

## История
В 1950-е гг. сад был частью совхоза «Ударник», который существовал с довоенных времен и до начала массовой жилой застройки этих мест. Затем, в 1972 году участок был отдан в распоряжение садово-паркового управления.
В постсоветское время: в конце 1990-х и 2000-х часть парка с юга и северо-востока была уничтожена новостройками.
С 2005 года по 2012 год оставшуюся часть сада постепенно облагородили: были высажены деревья (яблони, груши, сливы), сделан искусственный водоём, замощены дорожки, выровнены в ровные горки курганы (которые возникли при вывозе грунта от копания водоёма), сооружена детская площадка в виде замка (демонтирована в 2024 году), установлено освещение по всему периметру, сделана огромная площадка для проведения мероприятий. В настоящее время в саду периодически проводятся мероприятия в честь какого-либо события или праздника с приездом открытой сцены. В теплое время года в сад приезжают переносные детские аттракционы, а в холодное время года с горок на санках, корытах и на своих или прокатных «ватрушках» катаются люди.

## Галерея
- Цветение яблонь в Яблоневом саду (29 мая 2017 года)
- Холмы Яблоневого сада зимой
- Мост в Яблоневом саду